# Elia Galera
Elia Galera (Madrid, 19 de marzo de 1973) es una actriz y presentadora de televisión española. Es reconocida por su interpretación en la película La mujer más fea del mundo.

## Biografía y trayectoria
Elia Galera es una actriz española (Madrid, 19 de marzo de 1973) que ha trabajado en cine, teatro y televisión 
Nacida en el seno de una familia sin ningún tipo de referente artístico, su madre era ama de casa y su padre asesor fiscal, desde pequeña sintió una fuerte vocación como actriz, pero no fue hasta 1999 que comenzara su andadura profesional cuando, de la mano de Miguel Bardem, protagonizó la película "la mujer más fea del mundo". Tras su participación en ella y tras haber ido alternado su trabajo como laboralista con su incipiente formación como actriz en el Estudio Juan Carlos Corazza, debutó en la televisión como presentadora y fue en 2006 cuando con su participación en la reconocida serie de televisión Hospital Central empezara a hacerse un nombre en el ámbito televisivo y, fue durante el rodaje de esa misma serie que naciesen sus dos hijas Jimena y Olivia fruto de su relación con el actor Iván Sánchez.
Tras finalizar ese periodo en Hospital Central, Galera decidió ampliar su formación artística y viaja a Buenos Aires donde estudió con diferentes maestros como Bartis, Augusto Fernandes, Norman Briski, Savignone... y a su regreso surgieron nuevos retos interpretativos en la pequeña pantalla como Frágiles (que protagonizó junto a Santi Millán) y muchos otros que le sucedieron como El príncipe, Amar es para siempre, El Cid, La caza. Tramuntana, Tu no eres especial... hasta ir logrando hacerse un nombre suficientemente sólido en el sector. 
En 2021 protagonizó la película Pan de limón con Semillas de Amapola dirigida por Benito Zambrano lo que supuso el regreso de Galera a la gran pantalla.
En 2024 se incorpora a la cuarta temporada de La promesa, serie diaria de La 1 interpretando el personaje de María Antonia.

## Filmografía

### Como actriz

#### Cine
- La mujer más fea del mundo (1999), de Miguel Bardem
- Sin noticias de Dios (2001), de Agustín Díaz Yanes
- El séptimo día (2004), de Carlos Saura
- Héctor (2004), de Gracia Querejeta
- Isi/Disi. Amor a lo bestia (2004), de Chema de la Peña
- Fuera del cuerpo (2004), de Vicente Peñarrocha
- Backseat Fighter (2016), de Mario Pagano
- Pan de limón con semillas de amapola (2021), de Benito Zambrano

#### Televisión
| Año         | Título                 | Personaje               | Cadena             | Notas         |
| ----------- | ---------------------- | ----------------------- | ------------------ | ------------- |
| 2003        | 7 vidas                | Manu                    | Telecinco          | 1 episodio    |
| 2005        | El pasado es mañana    | Marga Ponce             | Telecinco          | 7 episodios   |
| 2006        | Los simuladores        | Cecilia                 | Cuatro             | 1 episodio    |
| 2006 - 2011 | Hospital central       | Claudia Castilla        | Telecinco          | 105 episodios |
| 2011        | Vida loca              | Mari                    | Telecinco          | 1 episodio    |
| 2011        | La Baronesa            | Paula                   | Telecinco          | 2 episodios   |
| 2012 - 2013 | Frágiles               | Teresa González         | Telecinco          | 16 episodios  |
| 2014 - 2016 | El Príncipe            | Raquel                  | Telecinco          | 12 episodios  |
| 2014        | Los misterios de Laura | Leyre Lloret            | La 1               | 1 episodio    |
| 2015        | La que se avecina      | Luz                     | Telecinco          | 1 episodio    |
| 2015 - 2016 | Amar es para siempre   | Adela Vázquez           | Antena 3           | 254 episodios |
| 2018        | Acacias 38             | Silvia Reyes            | La 1               | 143 episodios |
| 2018        | Sabuesos               | Mari Carmen Garitano    | La 1               | 1 episodio    |
| 2019 - 2020 | El Cid                 | Sancha Alfónsez de León | Prime Video        | 7 episodios   |
| 2021        | La caza. Tramuntana    | Joanna                  | La 1               | 8 episodios   |
| 2022        | Tú no eres especial    | Laura                   | Netflix            | 6 episodios   |
| 2024        | Zorro                  | Lucía                   | Prime Video / La 1 | 10 episodios  |
| 2024        | La promesa             | María Antonia           | La 1               | 49 episodios  |
| 2024 - 2025 | Muertos S.L.           | Luisa                   | Movistar Plus+     | 4 episodios   |
| 2025        | La Favorita 1922       | Covadonga de Penalba    | Telecinco          | 3 episodios   |

### Como presentadora
- 100% cine (2001)
- Popstars (2002)

### Otros
- Dos gotas de agua, de Juanjo García (Videoclip)
- Quisiera ser, de Alejandro Sanz (Videoclip)
- ¿Y si fuera ella?, de Alejandro Sanz (Videoclip)